# Прахова Емілія Львівна
Емілія Львівна Прахова (при народженні Емілія Марія Клементина Лестель; 20 квітня 1849, Санкт-Петербург — 1 березня 1927) — російська піаністка французького походження, що довгий час мешкала в Києві, учениця Ференца Ліста, дружина Адріяна Прахова, мати Миколи та Олени Прахових.

## Біографія
Народилася 20 квітня 1849 в Санкт-Петербурзі. Була французькою підданою.
15 березня 1889 прийняла православ'я в Києві.
Закінчила консерваторію за класом фортепіано. Також їй давав уроки сам Ференц Ліст.
Померла 1 березня 1927. Похована в Києві на Лук'янівському цвинтарі (ділянка № 25, ряд 11, місце 27).

## Образ
Портрети Емілії Львівни писали Ілля Рєпін, Вільгельм Котарбінський, Михайло Врубель.
Саме Емілія Львівна надихнула Михайла Врубеля на створення знаменитої ікони «Богоматері» для вівтаря Кирилівської церкви.

## Галерея

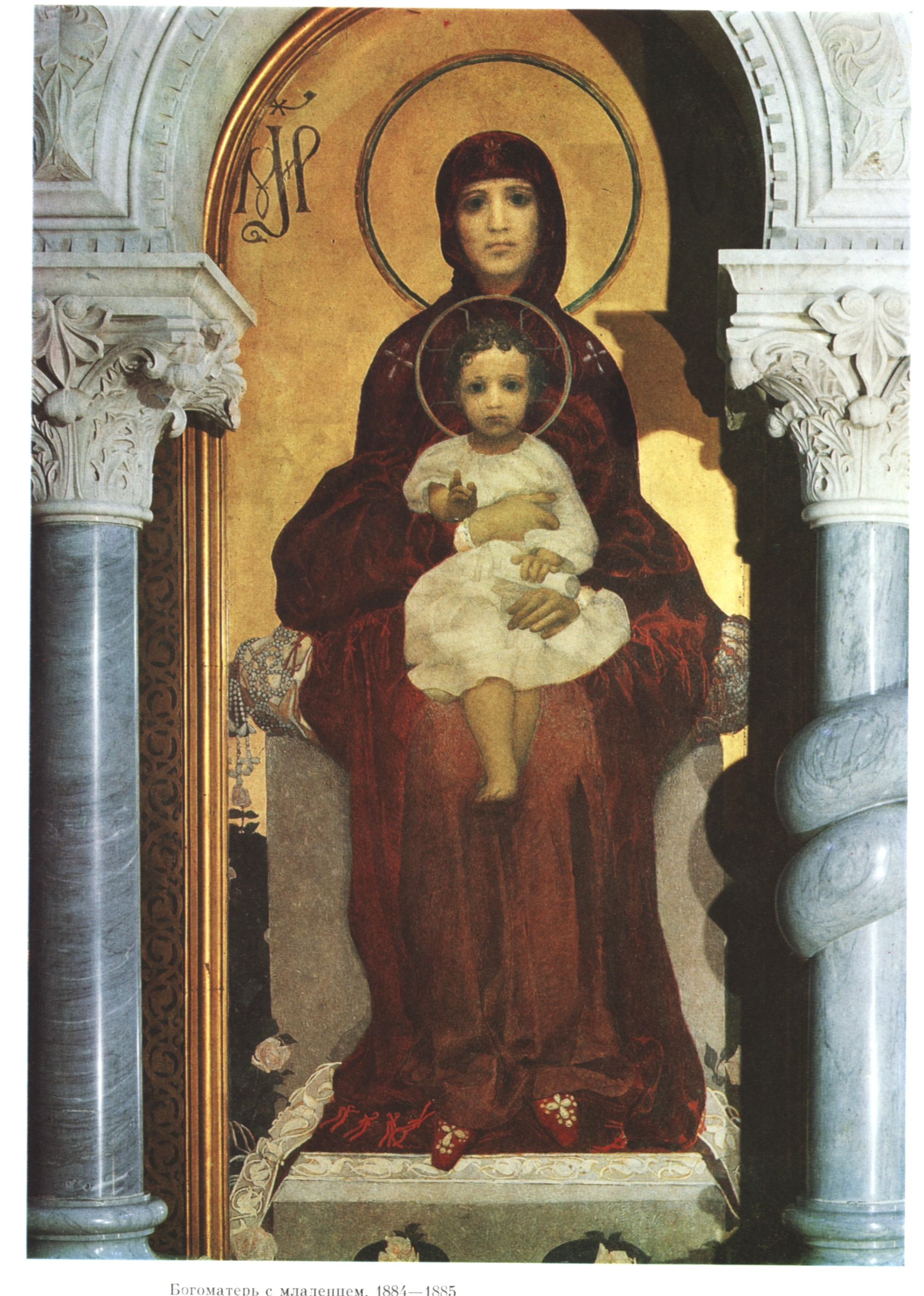
«Богоматір»
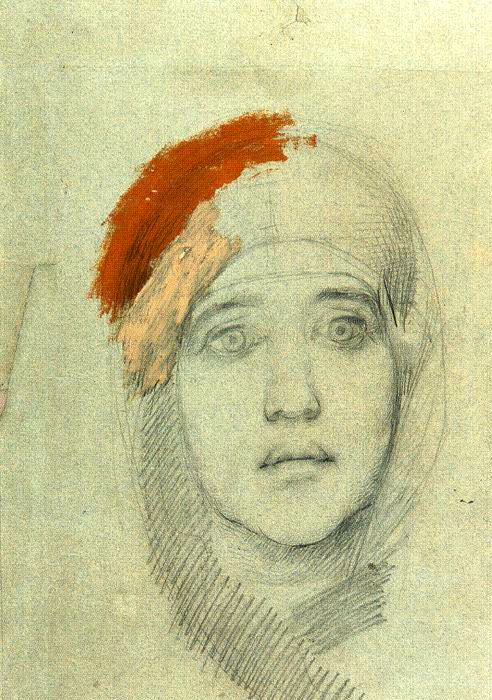
Ескіз Врубеля (1884—1885)

## Увіковічнення пам'яті
В Києві є Вулиця Сім'ї Прахових.